# Catedral de la Santísima Trinidad (Križevci)
La Catedral de la Santísima Trinidad o simplemente Catedral greco católica de Križevci (en croata: Grkokatolička katedrala Sv. Trojstva o Grkokatolička katedrala Svetog Trojstva) es una iglesia católica de rito greco católico y estilo neogótico en Križevci, Croacia.
La catedral fue en un principio utilizada por los agustinos (1326-1539) que se fueron después de los turcos quemaron el monasterio, la iglesia y la ciudad alta de Križevci. Fueron seguidos por los franciscanos, que reconstruyeron la iglesia en 1627 y la estuvieron utilizando hasta 1786 cuando el emperador José II abolió el monasterio, que fue asignado a fines militares. El 17 de junio de 1777 el papa Pío VI fundó una eparquía de Križevci destinada a los católicos griegos que vivían en el territorio del Reino de Croacia; la emperatriz María Teresa determinó que la sede de la diócesis de nueva creación sería la ciudad de Križevci. Los Católicos griegos en el territorio croata eran en su mayoría refugiados que huyeron de los turcos y se establecieron en la zona de la frontera militar. En 1791, la iglesia existente se convirtió en una catedral católica griega y en la residencia del obispo. La reconstrucción de la iglesia fue continuada por el obispo Silvije Bubanović, quien la dedicó en el año 1798. 
Desde 1801 la catedral fue reformada a fin de adaptarse a las necesidades de los obispos y creyentes. Una profunda reestructuración se llevó a cabo entre 1895 y 1897, durante el mandato del obispo Julije Drohobecki, según los planos de arquitecto Hermann Bollé. La actual catedral neogótica data de esta fecha.

## Véase también

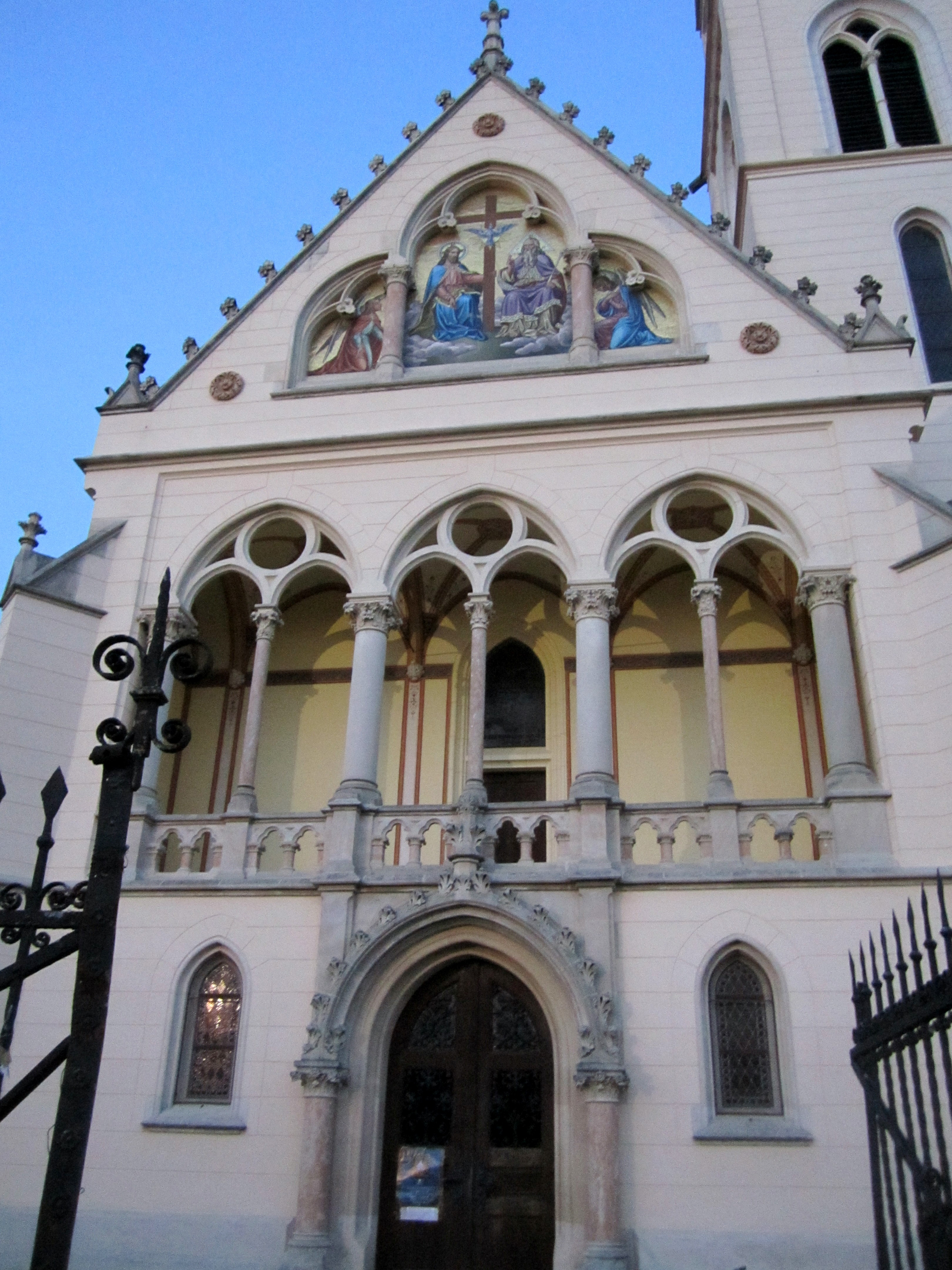
Vista de la fachada